# 슈퍼제일!
《슈퍼제일!》(Superjail!)은 오건블릭 스튜디오(1시즌), 티트마우스 주식회사(2시즌 이후)에서 제작하는 미국의 TV 애니메이션이다. 교도소에서 일어나는 일들을 그리고 있으며, 파일럿 프로그램은 2007년 3월 13일날 방영하였으며, 2008년 9월 28일 정식 시즌을 방영하였다. 사이키델릭 한 구성과 설정을 가지고 있으며, 또한 시각적 폭력성이 높아, TV-MA-V 등급을 받았다. 이런 요소들은 교묘하게 장면들에 들어가 있으며, 이런 점으로 인해 "기이하면서도 복잡하여 혼자서 보기 힘들다"라 묘사되기도 한다.

## 설정 및 전개
교도소 안에서 일어나는 이야기들로 구성되어 있다. 외적으로 볼 때, 이 교도소는 큰 화산 안의 작은 화산에 지어져있다. 이 교도소는 자신만의 평행 우주를 가지고 있는 것처럼 보여지는데, 이 교도소에서는 시공간이 교도소장인 워든의 뜻에 따라 유동적으로 흐르고 바뀐다. 슈퍼제일의 수감인원은 워든의 비서인 제라드가 말하길 7만명이 정원이라고 하지만, 제작진은 이 감옥에 무수히 많은 수감자를 수용할 수 있다고 말했다.
1 시즌에서, 각각의 에피소드는 선형적인 이야기로, 워든이 자신을 만족시키기 위해 무책임한 처사들을 중심으로 굴러간다. 각각의 에피소드의 절정엔 폭력과 더불어 초현실주의가 나타나며, 수감자들이 야만스럽게 서로를 죽이는 사이킥델릭한 피의 향연이 벌어지거나, 아님 다른 이나 혹은 바깥의 일에 의해 벌어지기도 한다. 몇몇의 에피소드 전개는 해답이 없이 끝나는데, 이럴경우 제일 혼란스러울때 극을 끝낸다. 이렇지만 다음화가 시작할때는 어김없이 예전 상태로 복구되어 있다.
2시즌에서는, 제작자들은 캐릭터 개발과 이야기에 초점을 바꾸고, 작가가 상상을 교정하도록 틀을 바꾸었다. 2시즌의 첫 번째 에피소드인 "Best Friends Forever"는 1시즌의 틀을 깨버렸는데, 이 에피소드에서는 워든이 주가 아닌 잭나이프와 제일봇이 감옥 바깥에서 반을 보내는 이야기로, 또한 절정에서의 학살이 생략되었다.
3시즌은 1,2시즌과 같은 10개 에피소드로 이뤄져 있다고, 어덜트 스웜측에서 2012년 3월에 발표했는데, 3시즌은 2012년 9월 30일날 방영하였다.
4시즌은 6개의 에피소드로 이루어져 있다.

## 영향
인터뷰에서, 제작자인 크리스티 카라카스는 《슈퍼제일!》이 텍스 에이버리, 어린이들의 그림, 밥 클램핏, 빈스 콜린스 (Malice in Wonderland), Sally Cruikshank, 데이브 플라이셔와 맥스 플라이셔, 이치와 스크래치 쇼, 루니 툰, Mad, 머펫, 아웃사이더 아트, Gary Panter, Pee-wee's Playhouse, Schoolhouse Rock!, 닥터 수스 그리고 언더그라운드 코믹스에 영향을 받았다고 말했다.